# Il giorno sbagliato
Il giorno sbagliato (Unhinged) è un film del 2020 diretto da Derrick Borte.

## Trama
New Orleans, USA: Tom Cooper, armato di piccone e tanica di benzina, fa irruzione nella casa dove vivono la sua ex moglie e il suo nuovo compagno; dopo averli brutalmente uccisi e aver incendiato l'abitazione, si allontana a bordo del suo pick-up.
Qualche ora dopo, Rachel Hunter, giovane donna in procinto di separarsi dal marito, esce per accompagnare il figlio Kyle a scuola. I due rimangono imbottigliati nel traffico e Rachel, a un incrocio, suona il clacson a un pick-up che rimane fermo al semaforo verde; il guidatore è proprio Cooper che, infuriato, la minaccia promettendo vendetta. Nel corso della giornata, l'uomo inizia a perseguitare la donna e i suoi affetti: infatti, ferisce gravemente il fratello e uccide la cognata e il migliore amico nonché avvocato divorzista di Rachel. Inoltre, rimane costantemente in contatto telefonico con lei, minacciandola e mettendola di fronte alla sua furia omicida.
La donna e il figlio si rifugiano nella vecchia casa della madre, dove riescono infine a uccidere l'uomo prima che questi strangoli Kyle.

## Produzione
Le riprese del film, il cui budget è stato di 33 milioni di dollari, si sono svolte nell'estate 2019 in Louisiana, tra Kenner e New Orleans, e sono terminate in agosto.

## Promozione
Il primo trailer del film viene diffuso il 12 maggio 2020.

## Distribuzione
La data di uscita del film, inizialmente fissata per il 4 settembre 2020, è stata spostata al 1º luglio e poi nuovamente al 10 luglio. Il film ha finito per essere distribuito prima nelle sale cinematografiche tedesche il 16 luglio 2020, mentre in quelle statunitensi a partire dal 31 luglio, rendendolo il primo nuovo film a venire distribuito in sala negli Stati Uniti dalla chiusura dei cinema a causa della pandemia di COVID-19 cinque mesi prima. In Italia è stato distribuito nelle sale cinematografiche da Leone Film Group e 01 Distribution a partire dal 1º ottobre dello stesso anno.

## Accoglienza

### Incassi
Nel primo fine settimana di programmazione il film si posiziona al primo posto nel botteghino italiano con un incasso di 407.000 euro.
Il giorno sbagliato ha incassato 20,8 milioni di dollari nel Nord America e 22,4 milioni nel resto del mondo, per un totale di 43,2 milioni di dollari.
In Italia ha incassato 1,3 milioni di euro.

### Critica
Sull'aggregatore Rotten Tomatoes il film riceve il 48% delle recensioni professionali positive con un voto medio di 5,30 su 10 basato su 207 critiche, mentre su Metacritic ottiene un punteggio di 40 su 100 basato su 36 critiche.

## Riconoscimenti
- 2020 - E! People's Choice Awards[14]
  - Candidatura Miglior star drammatica a Russell Crowe